# Șendreni
Șendreni est une commune roumaine située dans le județ de Galați.